# Xã Keeler, Michigan
Xã Keeler (tiếng Anh: Keeler Township) là một xã thuộc quận Van Buren, tiểu bang Michigan, Hoa Kỳ. Năm 2010, dân số của xã này là 2.169 người.